# Anne Keothavongová
Anne Keothavongová (nepřechýleně Anne Keothavong, * 16. září 1983, v Londýně, Spojené království) je bývalá anglická profesionální tenistka.
Její nejvyšší umístění na žebříčku WTA ve dvouhře bylo 48. místo (23. únor 2009) a ve čtyřhře 94. místo (18. duben 2011).
Na okruhu WTA nevyhrála žádný turnaj, ale z okruhu ITF si odnesla 20 titulů ve dvouhře a 8 ve čtyřhře.

## Fed Cup
Anne Keothavongová se zúčastnila 39 zápasů ve Fed Cupu za tým Velké Británie s bilancí 21–19 ve dvouhře a 1–3 ve čtyřhře.

## Postavení na žebříčku WTA na konci sezóny

### Dvouhra
| Rok    | 1999 | 2000   | 2001   | 2002   | 2003   | 2004   | 2005   | 2006   | 2007   | 2008  | 2009   | 2010   | 2011  | 2012   |
| Pořadí | 702. | ▲ 377. | ▲ 268. | ▲ 233. | ▲ 177. | ▲ 175. | ▼ 239. | ▲ 168. | ▲ 122. | ▲ 61. | ▼ 100. | ▼ 123. | ▲ 73. | ▼ 137. |

### Čtyřhra
| Rok    | 2001 | 2002   | 2003   | 2004   | 2005   | 2006   | 2007   | 2008   | 2009   | 2010   | 2011   | 2012   |
| Pořadí | 538. | ▲ 430. | ▼ 507. | ▼ 664. | ▲ 253. | ▼ 362. | ▲ 256. | ▲ 158. | ▲ 151. | ▲ 115. | ▼ 146. | ▼ 153. |

Zdroj: WTA Tour.